# نيكولاي بوبيسكو
نيكولاي بوبيسكو (بالرومانية: Nicolae Popescu)‏ هو رياضياتي روماني، ولد في 22 سبتمبر 1937 في Strehaia ‏ في رومانيا، وتوفي في 29 يوليو 2010 في بوخارست في رومانيا.